# Museo de la Guerra de Salónica

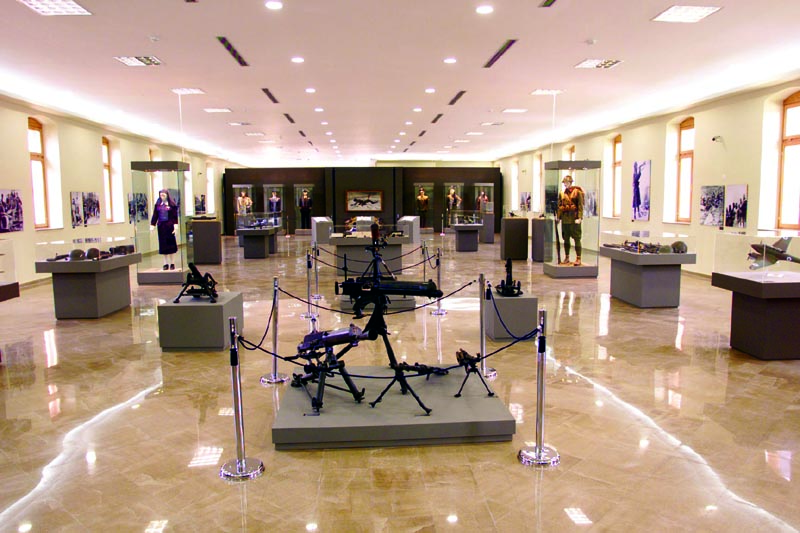
Interior

El Museo de la Guerra de Salónica (en griego: Πολεμικό Μουσείο Θεσσαλονίκης, Polemikó Musío Thessalonikis) es un museo militar en Salónica la capital de la periferia (región administrativa) de Macedonia Central (Grecia).
El Museo de la Guerra de Salónica abrió sus puertas en octubre de 2000. Está alojado en un edificio diseñado por el arquitecto Vitaliano Poselli y erigido entre 1900 y 1902.
La misión del museo es contribuir a preservar la memoria histórica militar y el patrimonio en el norte de Grecia.
Las colecciones permanentes cubren eventos de la historia moderna de Grecia desde principios del siglo XX hasta la liberación de Grecia de las fuerzas alemanas al final de la Segunda Guerra Mundial. Incluyen fotografías de la época, uniformes del ejército helénico, de la fuerza aérea y de la marina, armas del ejército, réplicas de artillería y barcos, obras de arte, litografías, mapas, cuadros, postales y artículos similares de los ejércitos de otros países balcánicos..
Estas exhibiciones dan una idea de las guerras de los Balcanes, la Primera Guerra Mundial, la campaña de Asia Menor, la guerra greco-italiana, la batalla de los fuertes en el este de Macedonia, la batalla de Creta, la ocupación y la resistencia griega, el papel desempeñado por las fuerzas griegas en la acción aliada en el norte de África, Italia y Normandía, así como en la liberación de las fuerzas de ocupación.
Además de los espacios de exposición, el Museo de la Guerra cuenta con un anfiteatro, una sala multiusos y una biblioteca surtida de escritos sobre historia y guerra. Además, todas las publicaciones del Ministerio de Defensa, el Departamento de Historia Militar y el Museo de Guerra están a la venta en la tienda del museo.

## Galería

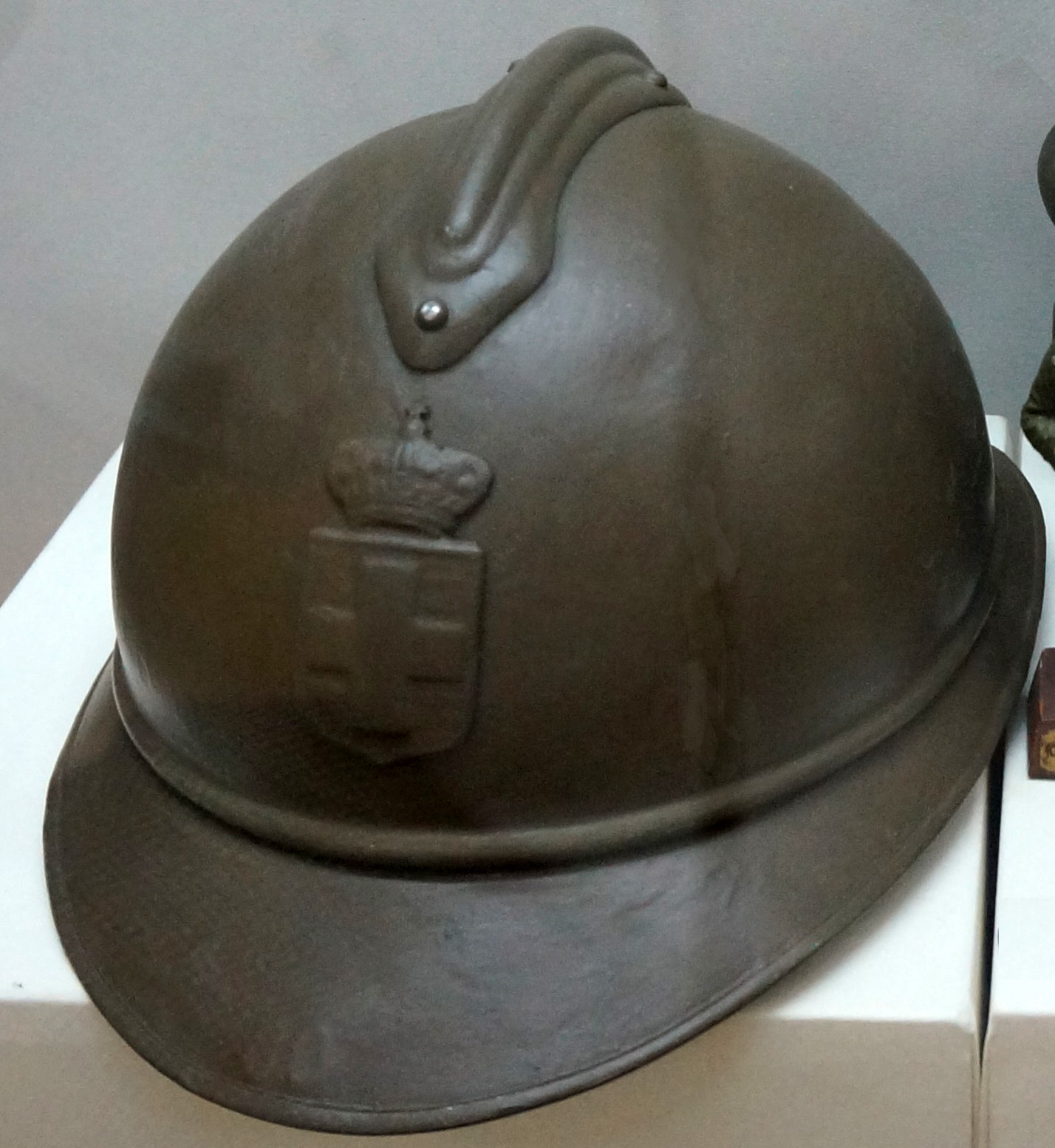
Casco Adrian de la Primera Guerra Mundial del ejército griego
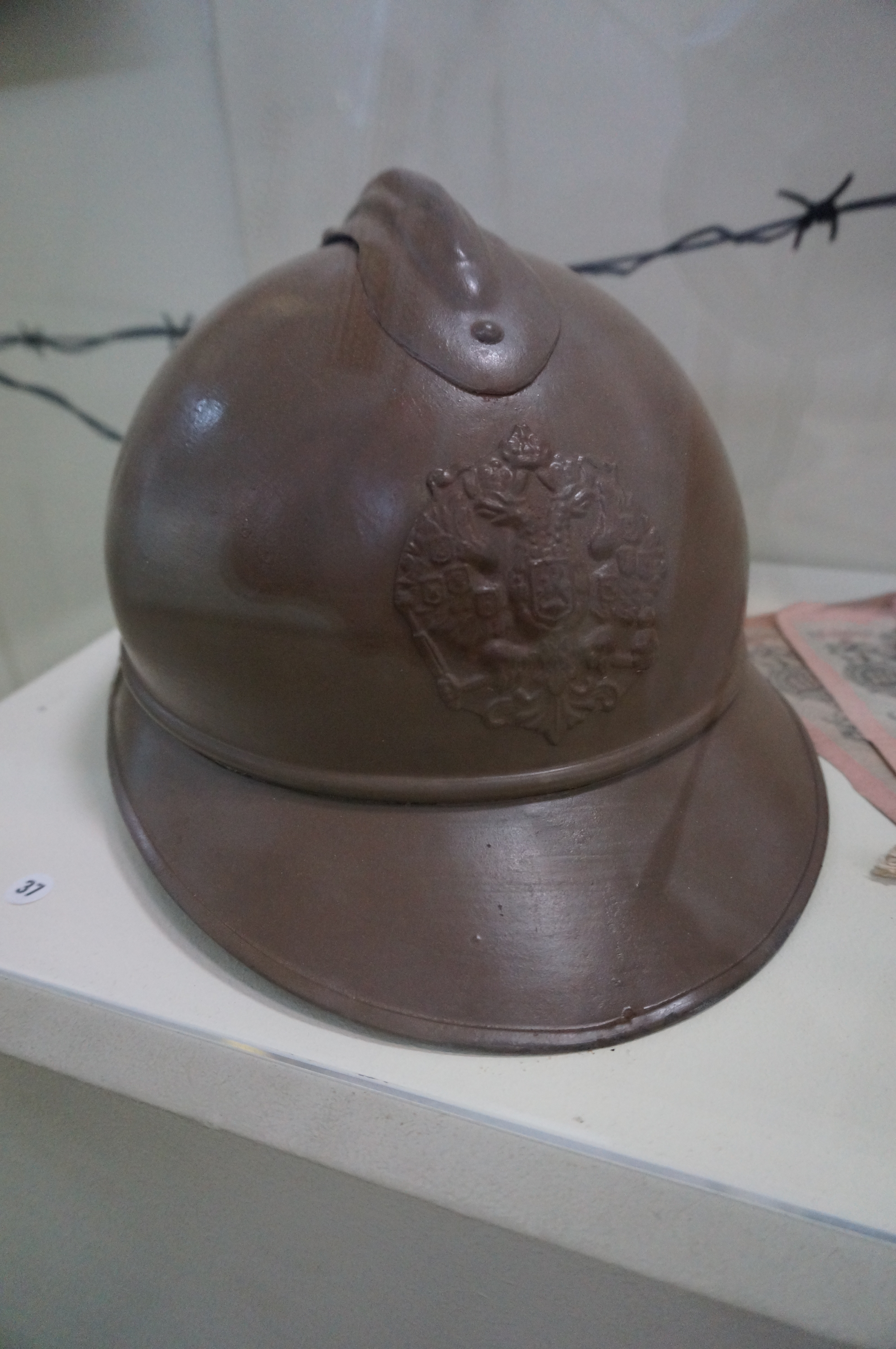
Casco Adrian de la Primera Guerra Mundial del ejército serbio
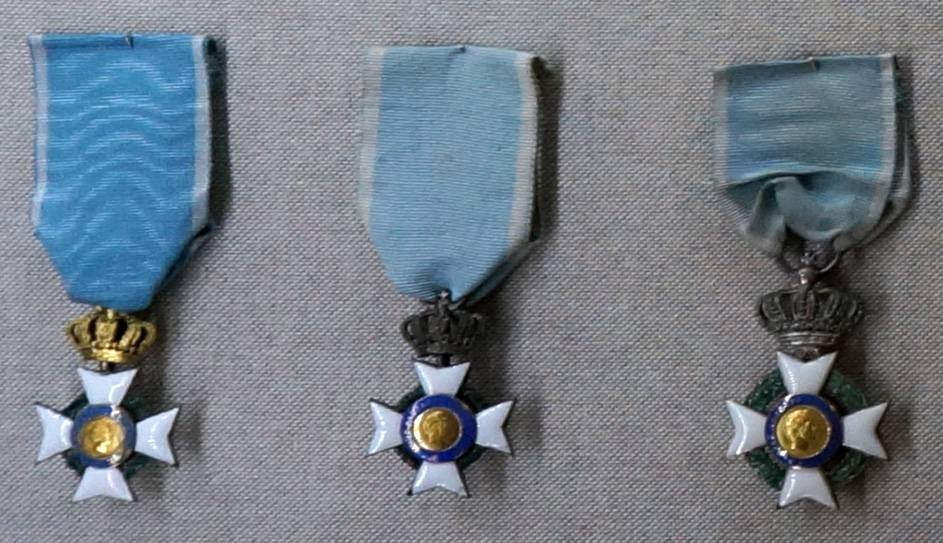
Condecoraciones de la Orden del Redentor, de la colección de pedidos del museo.
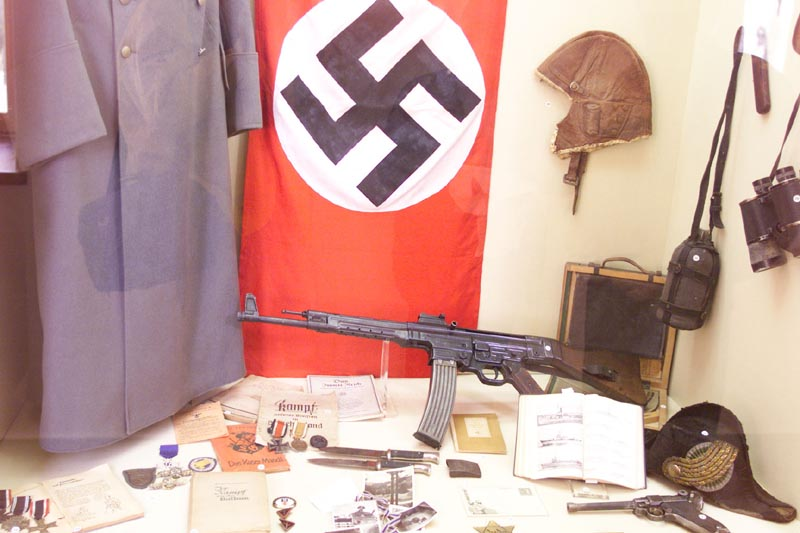
Artefactos de la colección de Nikolaos Nikoltsos
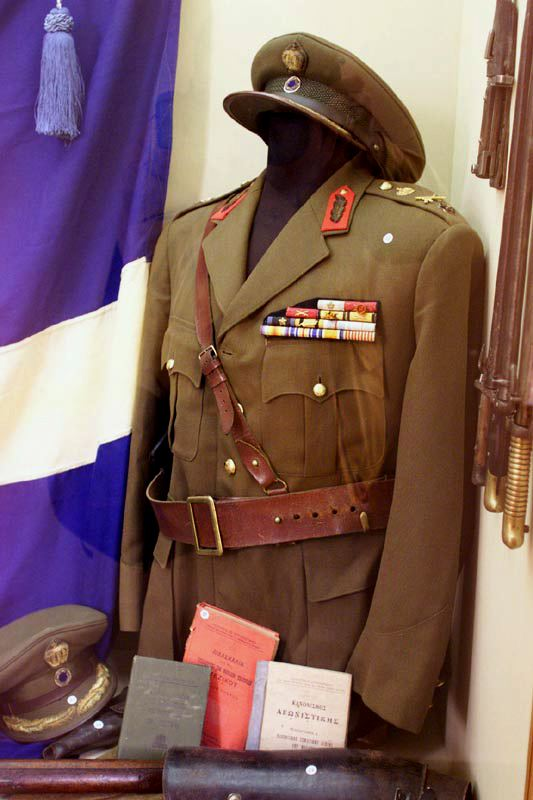
Artefactos de la colección de Vasilios Nikoltsos.
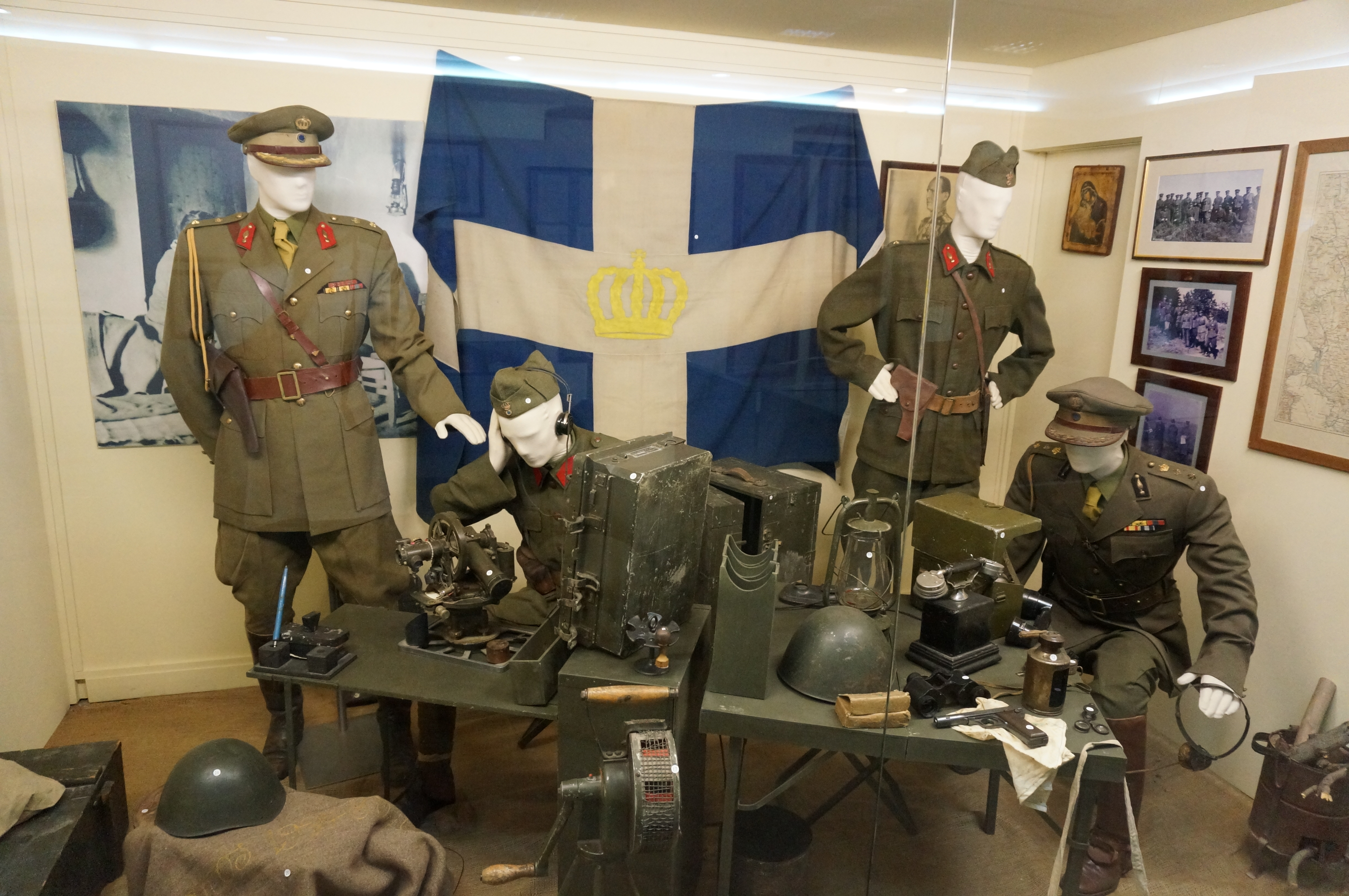
Uniformes de la Segunda Guerra Mundial
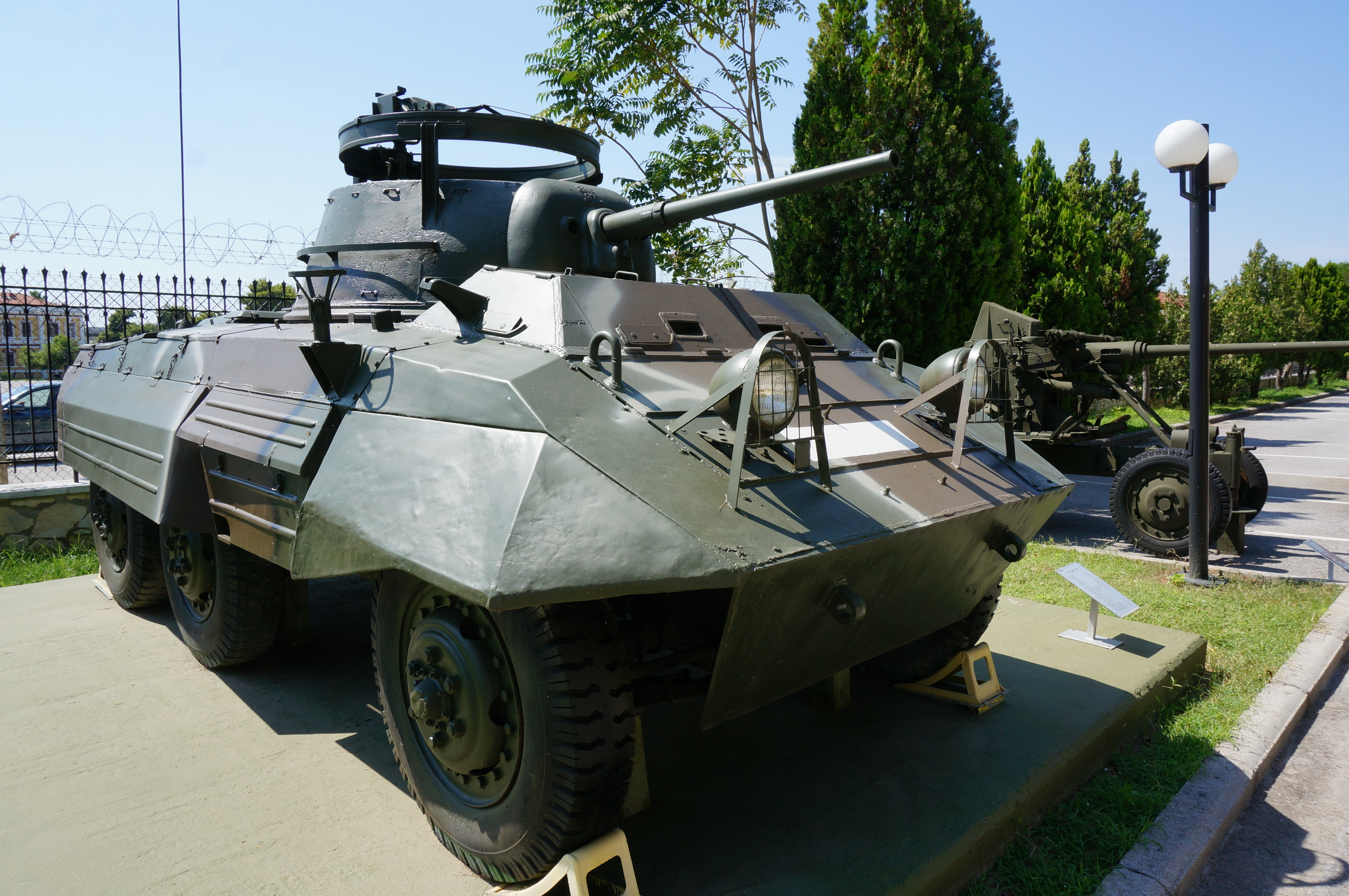
Tanque M8 Greyhound del ejército griego
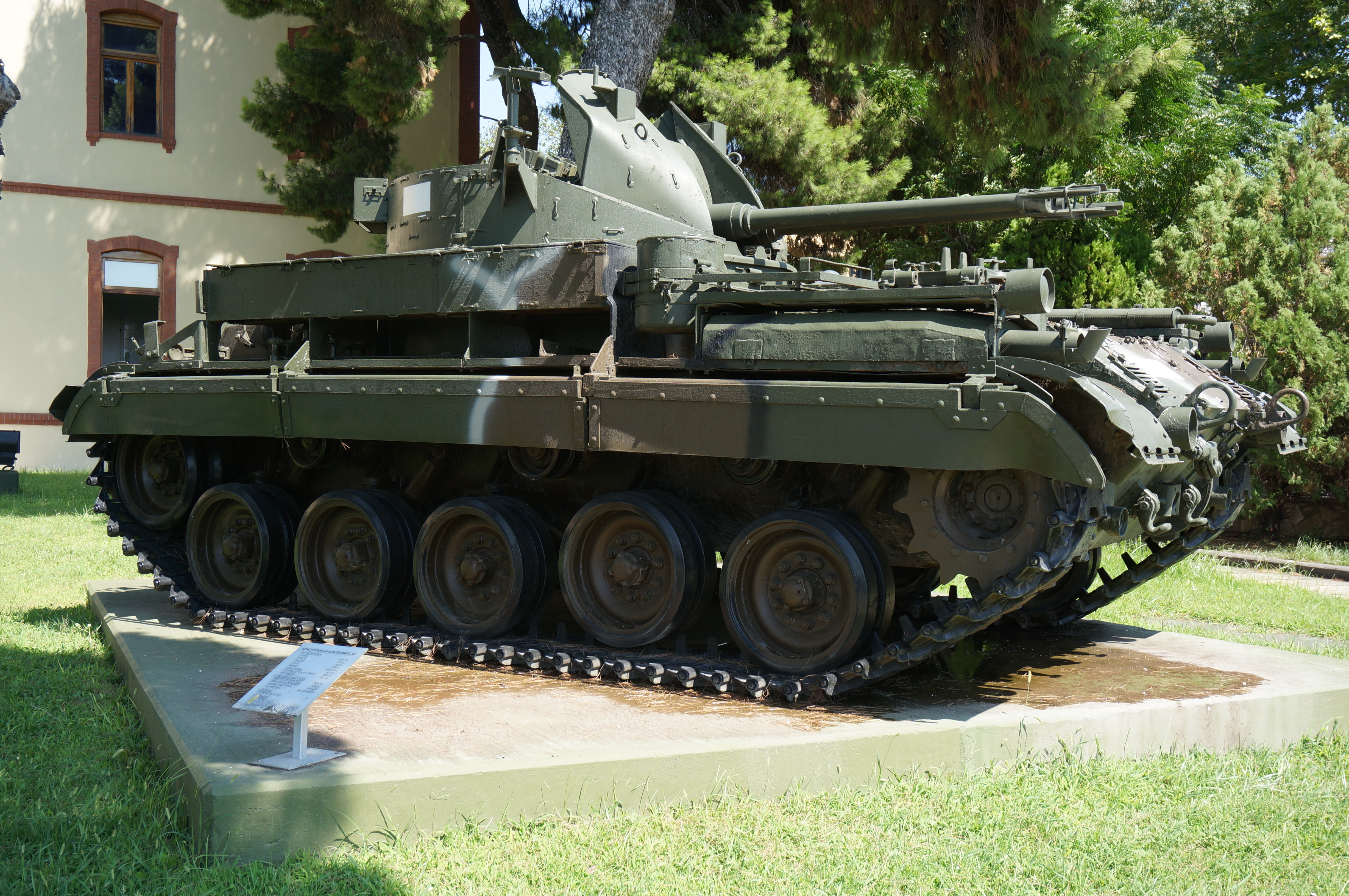
Vehículo antiaéreo M42 Duster
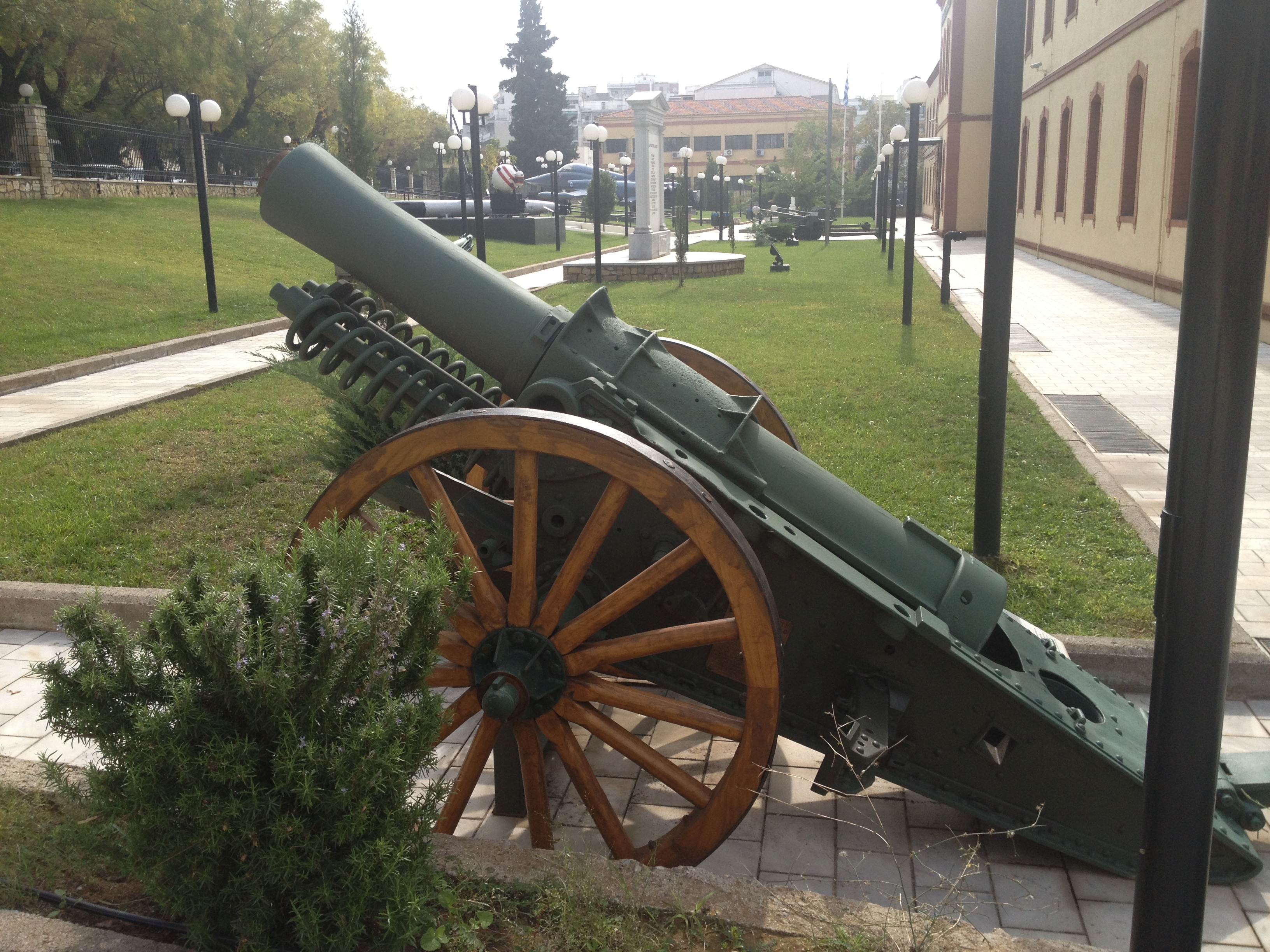
Obús BL de 6 pulgadas y 30 cwt
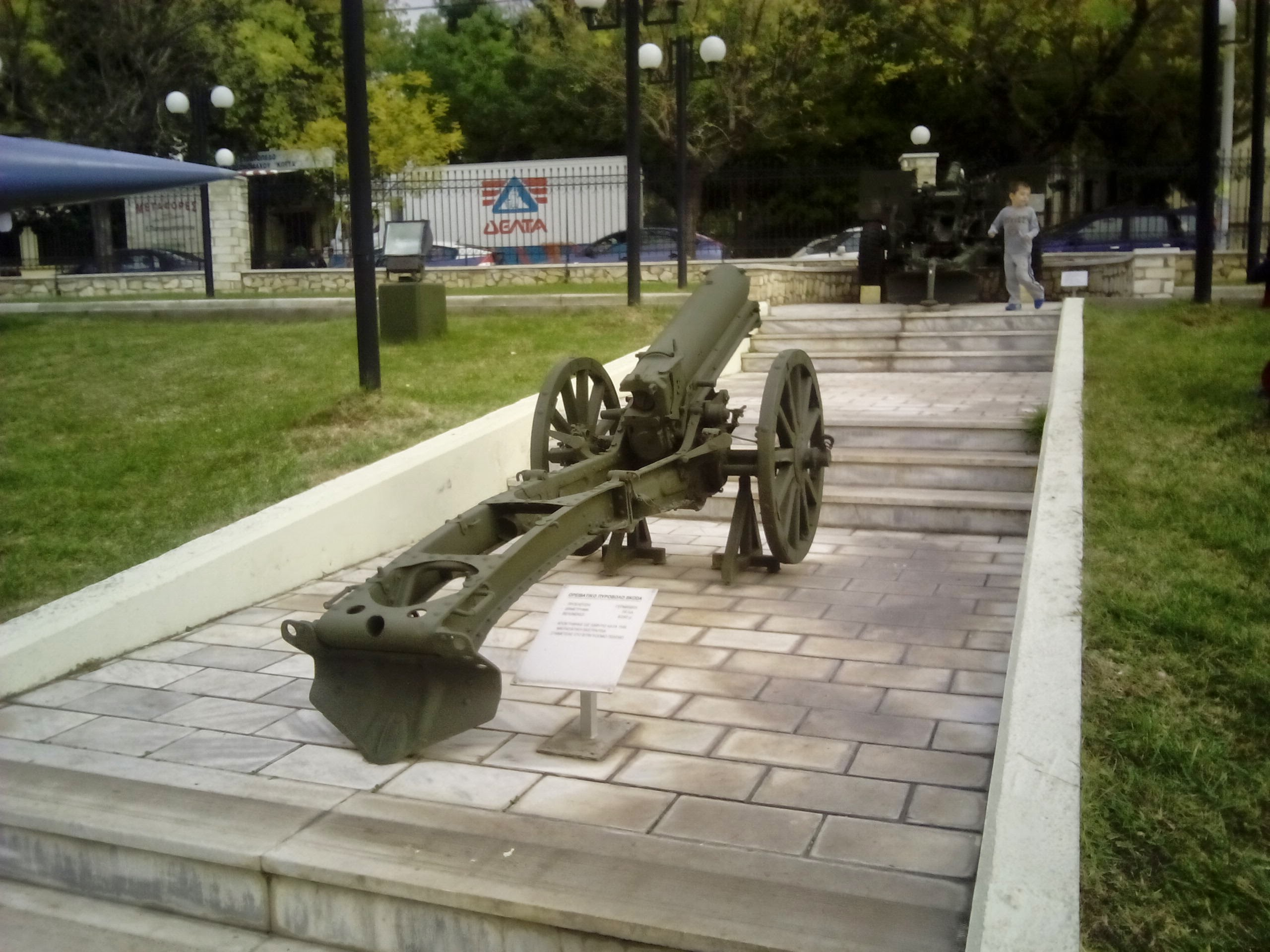
Cañón de artillería Škoda
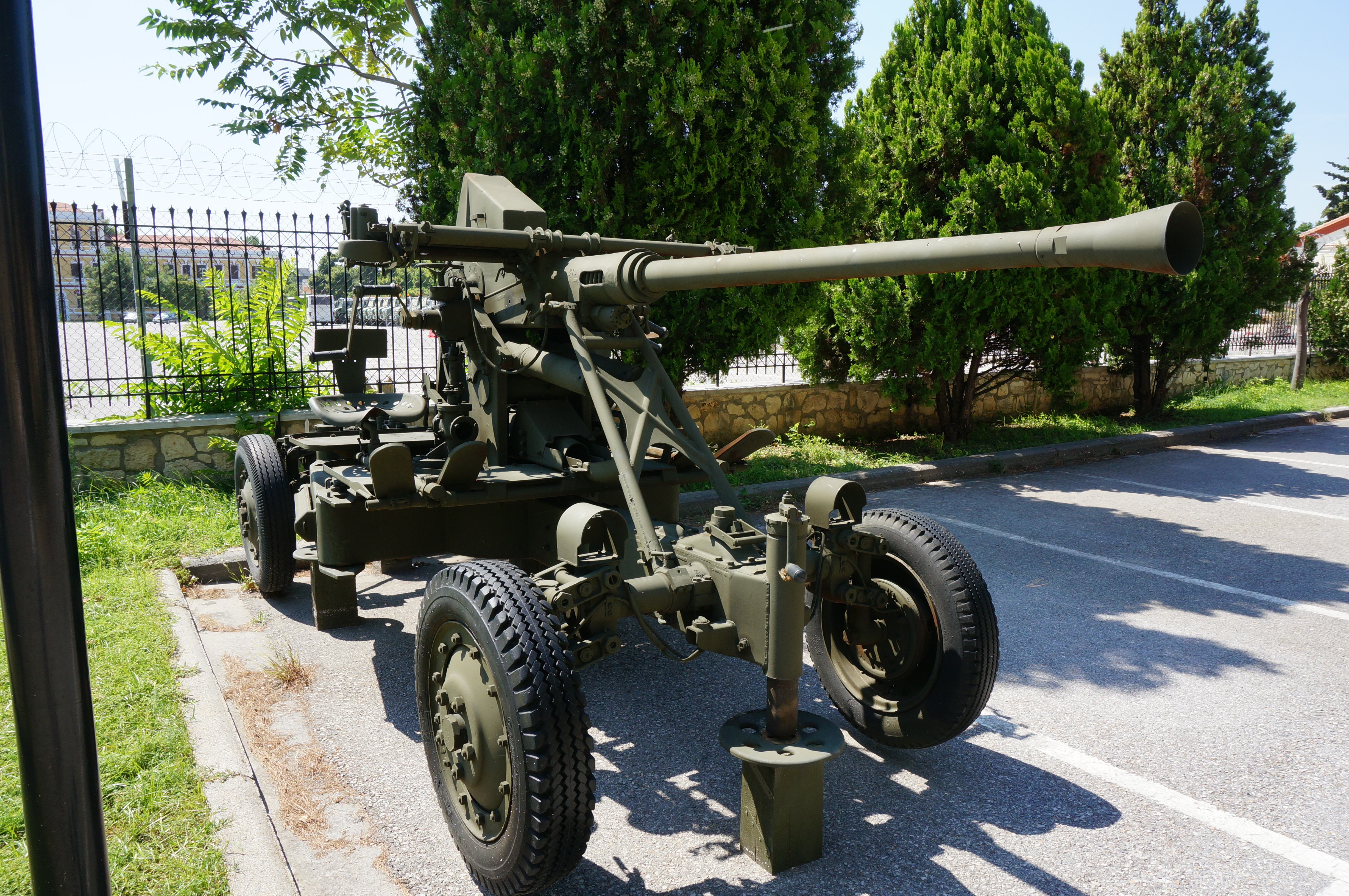
Cañón de artillería
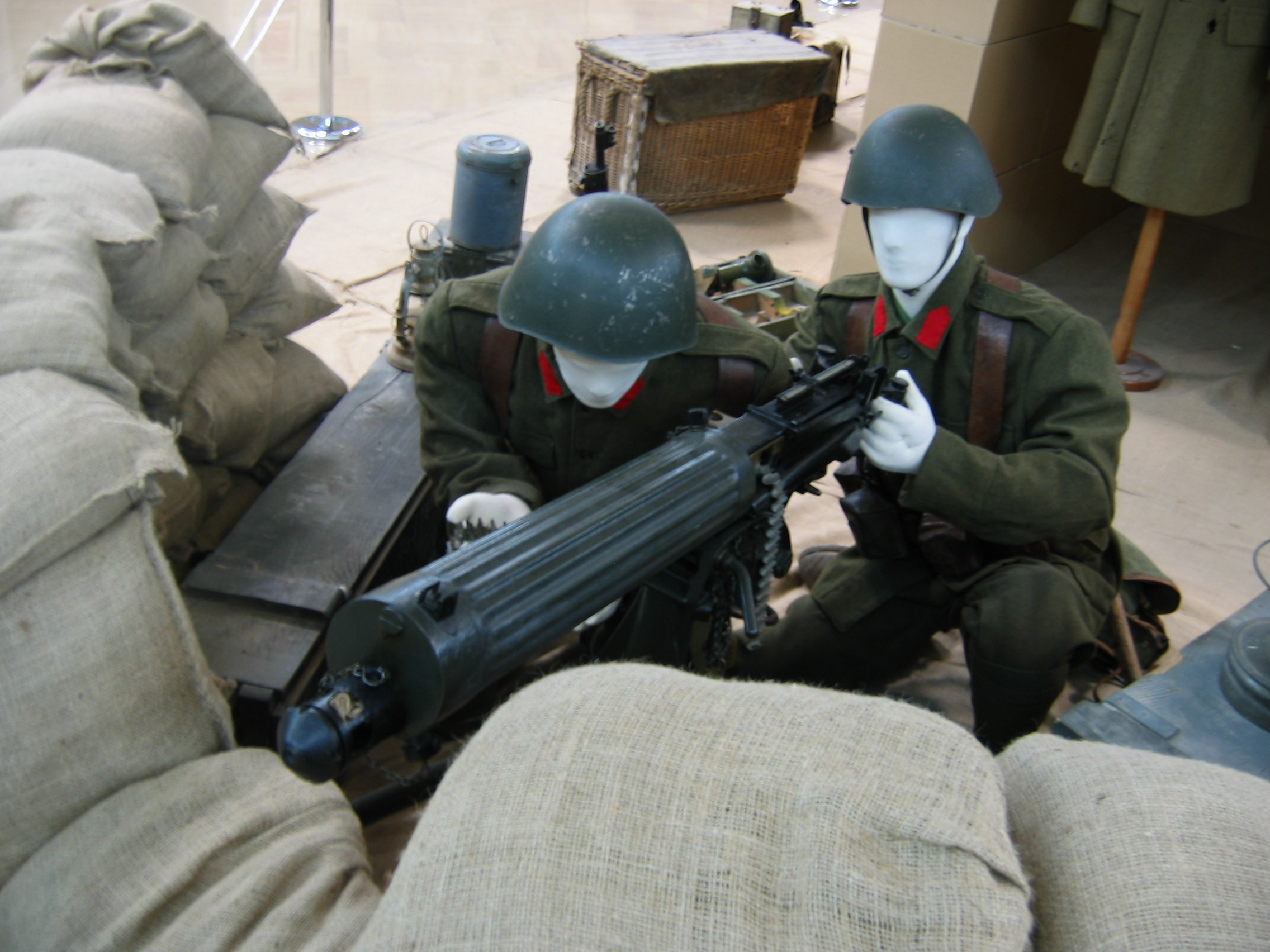
Uniformes de la Segunda Guerra Mundial con el casco griego M1934/39
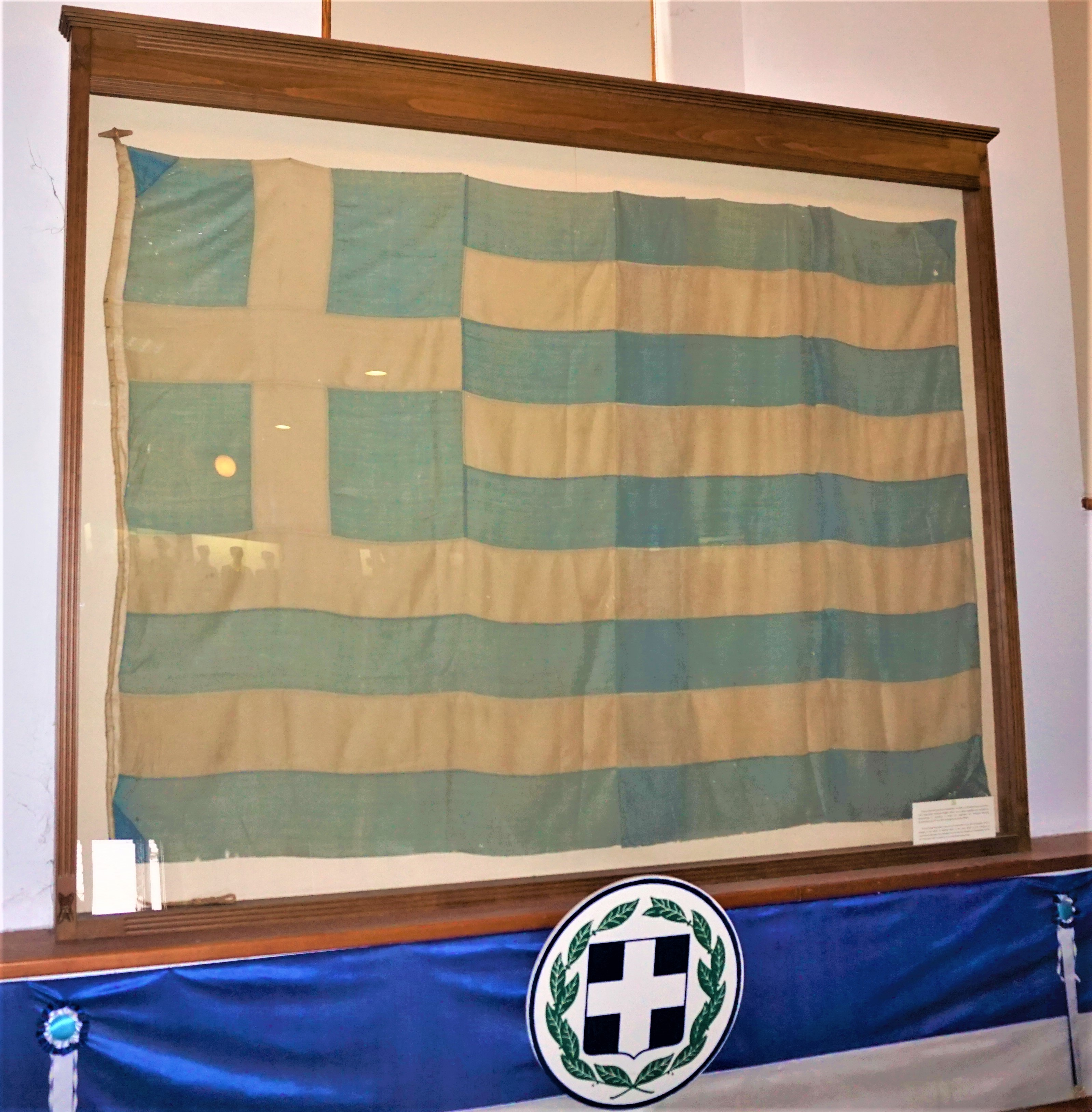
Bandera griega de 1912